# کارابینر ۹۸کا
کارابینر ۹۸کا (به آلمانی: Karabiner 98 kurz) (به معنای کارابین ۹۸ کوتاه) یک تفنگ گلنگدنی با مهمات کالیبر ۷٫۹۲ در ۵۷ میلی‌متری است که در ماه ژوئن سال ۱۹۳۵ به عنوان سلاح سازمانی نیروی زمینی آلمان برگزیده شد. این سلاح یکی از آخرین تفنگ‌های نظامی طراحی شده توسط شرکت موزر بود. با وجود طراحی و تولید تفنگ‌های نیمه خودکار و تمام خودکار، این تفنگ تا پایان جنگ جهانی دوم در سال ۱۹۴۵ به عنوان تفنگ سازمانی اصلی نیروی زمینی آلمان باقی ماند.
میلیون‌ها قبضه از این سلاح توسط شوروی به غنیمت گرفته شد که بسیاری از آن‌ها به عنوان کمک به دیگر کشورها اعطا گردید. از کارابینر ۹۸کا در چندین جنگ دیگر پس از جنگ جهانی دوم نیز استفاده شد.

## تاریخچه
در ماه فوریه سال ۱۹۳۴ دفتر تسلیحات نیروی زمینی آلمان دستور به استفاده از تفنگ نظامی جدیدی را صادر کرد. کارابینر ۹۸کا از مدل‌های قدیمی مخصوصاً مدل استاندارد ۱۹۲۸ و کارابینر ۹۸ب (تفنگ اصلی نیروی زمینی آلمان بعد از جنگ جهانی اول) اقتباس شده بود که هر دو آن‌ها به نوبه خود بر پایه گ۹۸ (تفنگ اصلی نیروی زمینی امپراتوری آلمان در جنگ جهانی اول) طراحی شده بودند. به جهت این که کارابینر ۹۸کا از نمونه کارابینر ۹۸ب (که تنها در نام نوعی کاربین نامیده می‌شد چرا که طول بلندی داشت اما با توجه به ممنوعیت تولید تفنگ‌های بلند در آلمان بر اساس پیمان ورسای، کاربین خوانده می‌شد) کوتاه‌تر بود عنوان کوتاه (kurz) به خود گرفت. همانند نمونه‌های پیشین کارابینر ۹۸کا (اندکی کمتر از نمونه‌های پیشین) برای قابلیت اتکای بالا، دقت عالی و برد مؤثر بلند (۵۰۰ متر با مگسک آهنی و ۱۰۰۰ متر با دوربین) شناخته می‌شد.
تقاضا برای تفنگی با لوله کوتاه‌تر و ظهور کارابینر ۹۸کا با لوله ۶۰۰ میلی‌متری، نیروی زمینی آلمان را بر آن داشت تا کالیبر استاندارد فشنگ تفنگ‌های خود را تغییر دهد. فشنگ‌ها با کالیبر ۷٫۹۲×۵۷ مدل ۱۹۰۳ موزر (اس. پاترونه) هنگام شلیک از سلاح‌هایی مانند گ۹۸ که لوله بلند نداشتند، نور بسیار زیادی در دهانه لوله اسلحه ایجاد می‌کردند. اس. اس. پاترونه، مدل جدیدتر این کالیبر که برای مسلسل‌هایی با برد بلند طراحی شده بود، در سلاح‌هایی با لوله کوتاه نور کمتری ایجاد می‌کرد و دقت بیشتری داشت. به همین جهت اس. پاترونه در سال ۱۹۳۳ از رده خارج و اس. اس. پاترونه به مهمات استاندارد نیروی زمینی آلمان تبدیل شد.

## جزئیات طراحی

### ویژگی‌ها

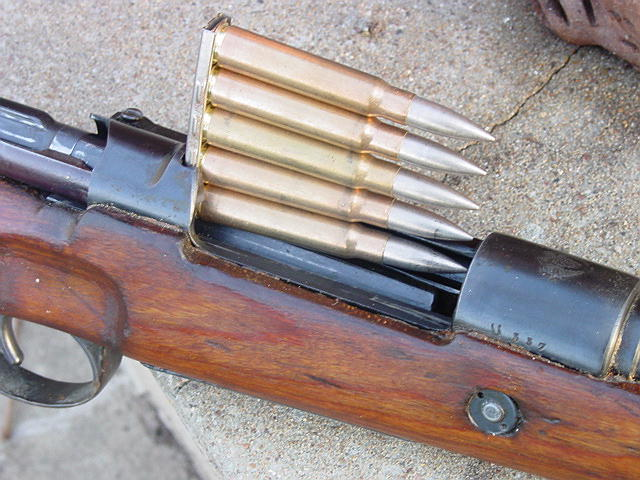
کارابینر ۹۸کا با گیره تغذیه پنج تیر

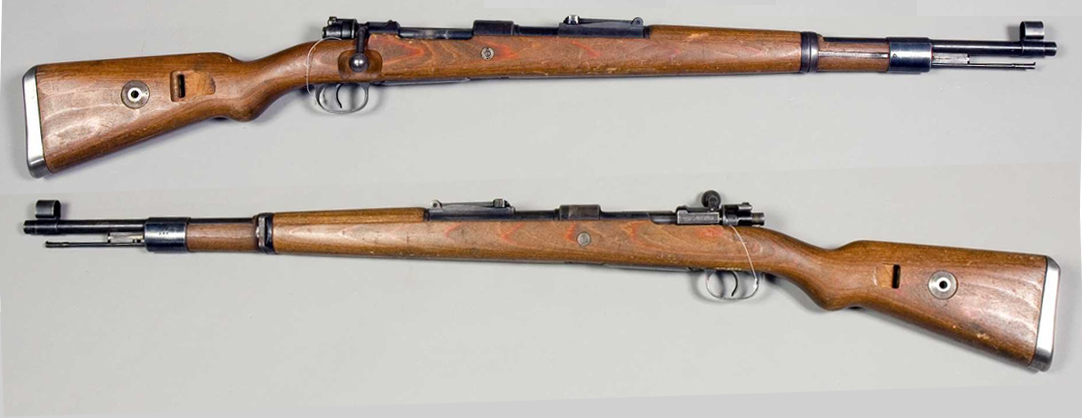
کارابینر ۹۸کا با ساده‌سازی قطعات غیر حساس در مجموعه موزه نیروی زمینی سوئد

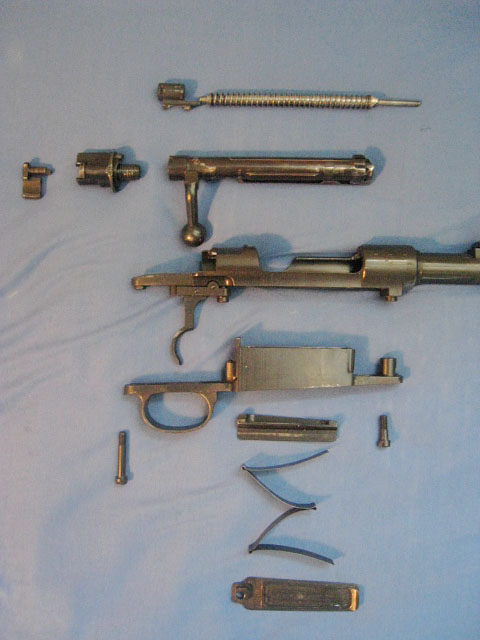
قطعات جدا شده کارابینر ۹۸کا

کارابینر ۹۸کا یک تفنگ گلنگدنی با تغذیه کنترل شده بر مبنای تفنگ گ۹۸ ساخت موزر بود. خشاب درونی به کمک یک گیره با ۵ تیر با کالیبر ۷٫۹۲×۵۷ یا یک به یک بارگذری می‌شد. این گونه خشاب درونی نخستین بار در گ۹۸ به کار برده شد. دسته مستقیم گلنگدن گ۹۸ در کارابینر ۹۸کا به دسته چرخنده به پایین تبدیل شده بود. این تغییر کار با این دسته را سریع تر و طول دسته را در پشت بدنه کوتاه‌تر کرده و امکان نصب ابزار نشانه‌گیری بر روی بدنه را فراهم نموده بود. هر تفنگ مجهز به بخش کوتاهی از یک میله جهت تمیز کردن درون لوله بود که در زیر محل سر نیزه قرار می‌گرفت. با الحاق میله سه تفنگ میله تمیزکاری تکمیل می‌شد.
بخش فلزی تفنگ جهت جلوگیری از زنگ زدگی و پوسیدگی با لایه ای از مگنتیت زاج‌کاری می‌شد. به هر صورت زاج کاری تنها محافظت حداقلی در مقابل زنگ زدگی و خوردگی ایجاد می‌نمود به همین جهت برای جلوگیری از رسیدن رطوبت و ایجاد خوردگی گالوانیک از روغن‌های ضد رطوبت استفاده می‌گردید. از سال ۱۹۴۴ استفاده از لایه ای فسفات برای این امر جای روش‌های قبلی را گرفت.

### ابزار نشانه‌گیری
ابزار نشانه‌گیری ناکارآمد و غیر عملی گ۹۸ که در عقب قرار داشت در کارابینر ۹۸کا با نمونه مرسوم برگه ای مماس جایگزین شد. نشانه عقبی کارابینر ۹۸کا مسطح تر بود و بر خلاف نمونه قبلی مانع دید اطراف نمی‌شد. در ابتدا نشانه آهنی کارابینر ۹۸کا در بخش جلویی یک علامت سر باز و در بخش عقبی از نوع مماس بود. از سال ۱۹۳۹ بخش جلویی نشانه سر بسته شد تا هم در شرایط نامطلوب روشنایی جلوی درخشندگی را بگیرد و هم از علامت محافظت کند. این خط استاندارد نشانه‌گیری با وجود عناصر درشت در آن، برای عملیات‌های میدانی با نور کم مناسب بود اما هدف قرار دادن اهداف کوچکتر را سخت‌تر می‌نمود. مقیاس برد در خط نشانه‌گیری تولیدات اولیه این تفنگ برای تعیین برد در حالت دراز کش در بخش پایینی عنصر مماس نشانه‌گیری حک شده بود.

### قنداق
تولیدات اولیه کارابینر ۹۸کا دارای قنداق یک تکه ثابت از چوب درخت گردو بودند. از سال ۱۹۳۷ قنداق این تفنگ‌ها با توجه به نتیجه آزمایش‌ها به صورت چند لایه ساخته شد. چرا که این تخته‌های چند لایه قوی تر، مقاوم تر و ارزان‌تر از نمونه‌های یک تکه بودند و در آن‌ها دیگر نیازی به درختان بسیار بزرگ نبود. با این حال این قنداق‌های چند لایه به دلیل تشکیل شدن از مواد متراکم سنگین تر از قنداق‌های یک تکه بودند. علاوه بر استفاده از چوب درخت گردو و راش (درخت)، به تعداد کمتری از چوب درخت نارون نیز در تولید این قنداق‌ها استفاده شد.
انتهای قنداق نیمه تپانچه ای کارابینر ۹۸کا (با توجه به انحنای آن) در همه نمونه‌ها به یک شکل نبود. تا ابتدای سال ۱۹۴۰ انتهای قنداق دارای یک صفحه مسطح بود. پس از سال ۱۹۴۰ انتهای بعضی از قنداق‌ها به شکل گود ساخته شد تا جدا شدن قنداق جلوگیری شود. در همه تولیدات از یک صفحه فلزی در انتهای قنداق استفاده شد.

### تجهیزات جانبی

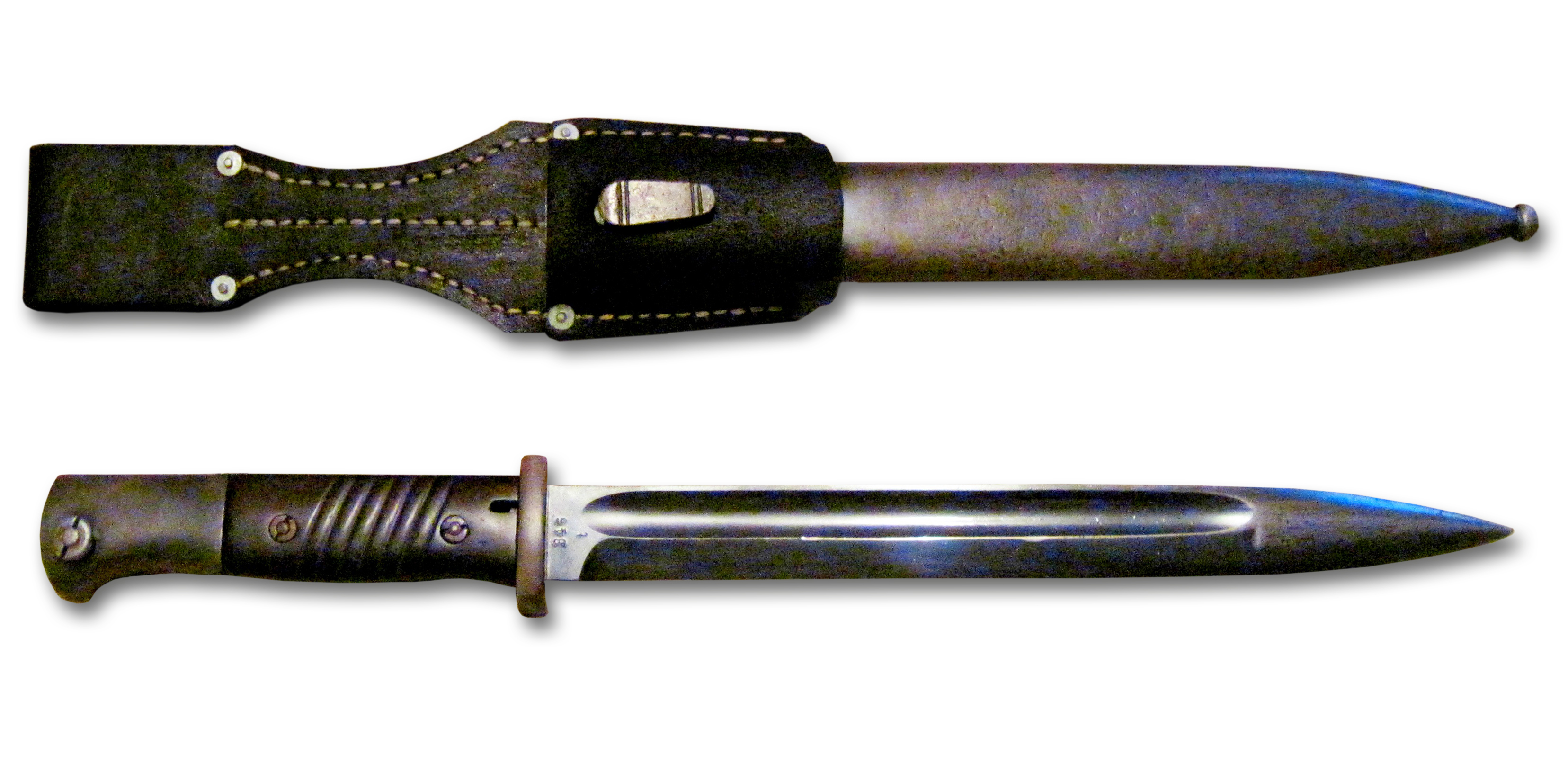
سر نیزه S84/98 III به همراه غلاف

هنگام معرفی، کارابینر ۹۸کا به همراه تجهیزات جانبی از جمله‌بند، پوشش محافظ دهانه لوله و بسته‌ای برای تعمیرات میدانی (شامل ابزار روغن کاری) ارائه شد. در طراحی کارابینر ۹۸کا استفاده از سرنیزه S84/98 III در نظر گرفته شده بود که با طول کلی ۳۸۵ میلی‌متر دارای تیغه ۲۵۲ میلی‌متری و یک غلاف بود.

#### نارنجک‌انداز

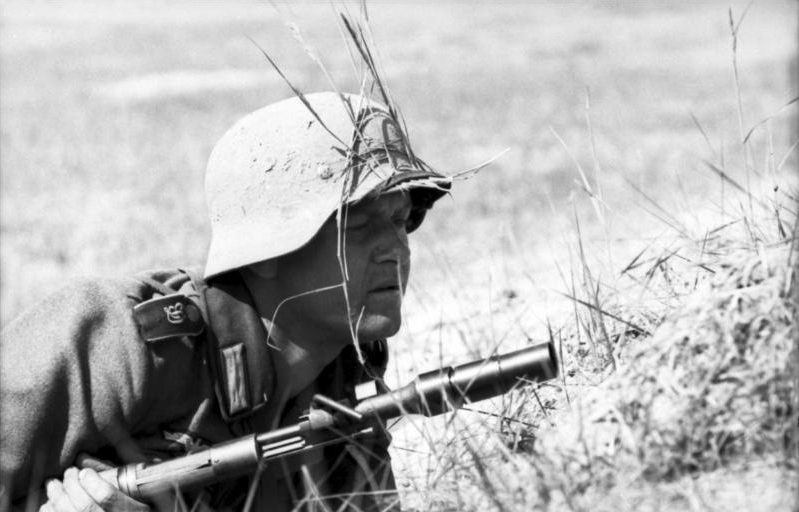
کارابینر ۹۸کا به همراه نارنجک‌انداز

در سال ۱۹۴۲ مدلی از نارنجک‌انداز تفنگ طراحی شد که بر مبنای نمونه جنگ جهانی اول بود. این نارنجک انداز ۳۰ میلی‌متری قابلیت اتصال به همه انواع کارابینر ۹۸کا را داشت. این نارنجک‌انداز قابلیت عملیات علیه پیاده‌نظام، استحکامات و زرهپوش‌های سبک دشمن تا برد حداکثر ۲۸۰ را دارا بود. برای هر یک از این مقاصد نوع خاصی از نارنجک طراحی شد که همراه نارنجک‌انداز حمل می‌شد.

#### صدا خفه‌کن
نوعی صدا خفه کن جدا شونده تحت عنوان HUB-23 که به دهانه لوله متصل می‌شد، برای کارابینر ۹۸کا تولید شد که نیم کیلو وزن و ۱۸۰ میلی‌متر طول داشت. برد مؤثر شلیک کارابینر ۹۸کا که با فشنگ‌های مخصوصی انجام می‌گرفت، همراه با این صدا خفه کن به ۳۰۰ متر و سرعت گلوله در هنگام خروج از لوله به ۲۲۰ متر بر ثانیه کاهش می‌یافت اما این صدا خفه کن با فشنگ مخصوص می‌توانست صدای حاصله را ۷۵ درصد کاهش دهد. این وسیله بیشتر توسط نیروهای ویژه یا تک تیراندازها مورد استفاده قرار می‌گرفت.

## انواع
با توجه به محدودیت منابع آلمان و تأکید این کشور بر بهبود سایر جنبه‌های نیروهای مسلح از جمله ناوگان هواپیماهای نظامی و خودروهای زرهی، کارابینر ۹۸کا نسبت به مدل اولیه مدرن‌سازی خاصی به خود ندید و تنها به تغییرات جزئی در آن اکتفا شد.

### کریگس‌مدل (Kriegsmodell)
از اواخر سال ۱۹۴۴ تولید کارابینر ۹۸کا به نوع کریگس‌مدل (نوع جنگ) تغییر پیدا کرد. در این مدل سعی شده بود با حذف تجهیزات غیر ضروری همچون سرنیزه، میله تمیزکاری و غیره سرعت تولید افزایش پیدا کند. کیفیت تولید سایر قطعات غیر حساس همچون قنداق و محافظ ماشه نیز کاهش پیدا کرده بود و بعضی بخش‌ها همچون در گلنگدن حذف شد. شماره گذاری در این مدل برای قطعات کمتری انجام گرفت.

### نوع تک تیرانداز

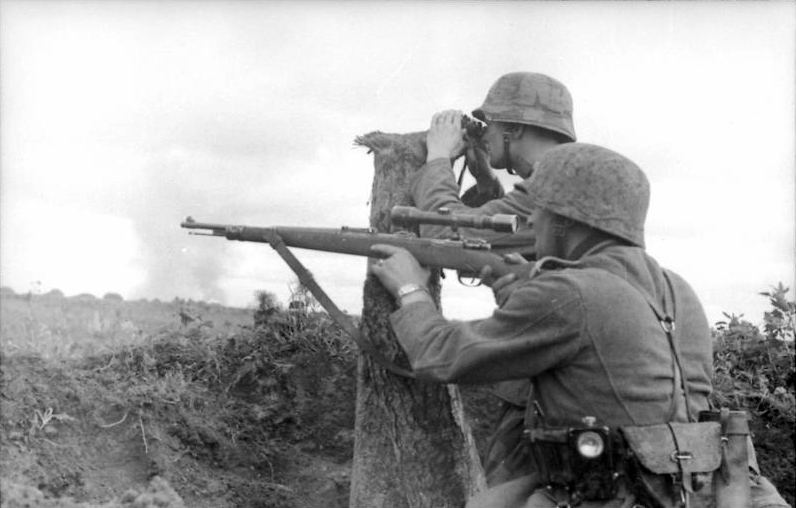
تک تیرانداز آلمانی به همراه کارابینر ۹۸کا و دوربین

در آزمایش‌های هنگام تولید، کارابینر ۹۸کا به جهت داشتن دقت بالا هنگام استفاده از دوربین، برای تک تیراندازها مناسب تشخیص داده شد. برد مدل تک تیرانداز کارابینر ۹۸کا هنگامی توسط یک تیرانداز ماهر استفاده می‌شد، تا ۱۰۰۰ متر می‌رسید. از دوربین‌های مختلفی از جمله دوربین آلمانی سایس سیلفیر با برد ۱۰۰ تا ۸۰۰ متر برای این نمونه استفاده گردید. کارابینر ۹۸کا برای استفاده از دوربین طراحی نشده بود؛ به همین جهت برای نصب آن باید تغییراتی در بدنه سلاح ایجاد می‌شد. همچنین اگر دوربین روی بدنه قرار می‌گرفت برای کار گلنگدن اختلال ایجاد می‌نمود؛ به همین جهت دوربین مقداری بالاتر یا به سمت چپ نصب می‌شد. قریب به ۱۳۲ هزار قبضه از این مدل در آلمان تولید گردید.

### نوع چتربازها
مدل آزمایشی برای استفاده چتربازها جهت سهولت در حمل با طول کمتر تولید گردید چرا که مدل استاندارد برای این نوع عملیات بسیار بلند بود. البته عملیات نیروهای چترباز آلمانی پس از حمله سال ۱۹۴۱ به جزیره کرت بسیار کاهش پیدا کرد به همین جهت نیاز کمتری به این مدل وجود داشت. گفته می‌شود اقداماتی نیز برای مدل‌هایی با قابلیت قنداق متحرک یا لوله جدا شونده نیز در این جهت انجام شده‌است.

### ژ۴۰کا
با طول ۱۰۰۰ میلی‌متر، لوله ۴۹۰ میلی‌متری و وزن ۳٫۲ کیلوگرمی ژ۴۰کا نمونه آزمایشی کوتاه شده سال ۱۹۴۱ کارابینر ۹۸کا بود که تغییراتی در ابزار نشانه‌گیری نیز داشت.

## دکترین تسلیحات سبک آلمان
کارابینر ۹۸کا همه معایب تفنگ‌های نظامی تولید شده حوالی سال ۱۹۰۰ از جمله اندازه بزرگ و وزن بالا را داشت. این تفنگ زمانی تولید شد که دکترین نظامی حول تیراندازان ماهر با قابلیت درگیری با اهداف در فاصله نسبتاً دور قرار داشت. نواخت تیر آن به سرعت عملکرد با گلنگدن بستگی داشت. با وجود کم بودن ظرفیت خشاب کارابینر ۹۸کا، اما طراحی داخلی آن موجب حمل راحت تر به کمک نقطه تعادل می‌شد.
در حالیکه آمریکایی‌ها موفق شده بودند با تولید ام۱ گرند با خشاب بیرونی هشت تیر در سال ۱۹۳۶ تفنگ‌های نیمه خودکار را استانداردسازی کنند، آلمانی‌ها همچنان از تفنگ‌های گلنگدن دار استفاده می‌کردند چرا که دکترین تاکتیکی آن‌ها قدرت آتش هر جوخه را متکی بر مسلسل‌های چند منظوره با نقش مسلسل سبک می‌کرد و تفنگداران در آن وظیفه حمل مهمات و تأمین پوشش برای مسلسلچی‌ها را داشتند. مزیت این دکترین افزایش قابل توجه ظرفیت آتش واحدهایی به اندازه جوخه بود. آلمانی‌ها استفاده از تفنگ‌های نیمه خودکار همانند ژ۴۳ و مسلسل‌های دستی مانند اس تی جی ۴۴ را نیز آزمایش کردند اما با توجه به تولید نسبتاً محدود این نمونه‌ها، کارابینر ۹۸کا تا روزهای آخر جنگ همچنان به عنوان تفنگ اصلی نیروی زمینی آلمان باقی ماند و تولید آن تا تسلیم آلمان در ماه مه سال ۱۹۴۵ ادامه یافت.
در نبردهای نزدیک مخصوصاً درگیری‌ها شهری مسلسل‌های دستی ترجیح داده می‌شد چرا که با این حال که مهمات تفنگ‌های دیگر قدرت نفوذ بیشتری در دیوارها یا سایر موانع را داشت اما برد بلند این تفنگ‌ها کارایی نداشت و نواخت پایین تیر نیز مشکل آفرین می‌شد. در اواخر جنگ تصمیم بر از رده خارج کردن کارابینر ۹۸کا به نفع اشتورم‌گور ۴۴ شد چون این اسلحه از مهمات با کالیبر ۷٫۹۲×۳۳ میلی‌متری استفاده می‌کرد که بسیار قوی تر از گلوله‌های تپانچه بود که در مسلسل‌ها دستی استفاده می‌شد و از طرفی امکان کاربرد آن به همانند مسلسل‌های دستی در نبردهای شهری نیز وجود داشت. با این حال تولید اشتورم‌گور ۴۴ که در اواخر جنگ آغاز شد، هیچگاه به اندازه ای نرسید که نیاز نیروی‌های مسلح را تأمین کند.

## تاریخچه استفاده

### قبل از جنگ جهانی دوم
با وجود این که بیشتر تفنگ‌های کارابینر ۹۸کا تولید شده مورد استفاده نیروهای مسلح آلمان قرار گرفت اما در سال‌های قبل از جنگ جهانی دوم تعدادی از آن‌ها به کشورهای دیگر فروخته شد. تعدادی از این سلاح‌ها که توسط موزر ورکه تولید شده بود به پرتغال صادر شد که بعداً در جنگ‌های مستعمرات این کشور استفاده گردید. مقاصد دیگر صادرات این محصول هر دو کشور درگیر جنگ چین و ژاپن بودند. با نزدیک تر شدن جنگ میزان صادرات کارابینر ۹۸کا کاهش یافت زیرا نیاز بیشتری در داخل برای تسلیح نیروهای مسلح وجود داشت.
آموزش تمامی سربازان آلمانی قبل و در جریان جنگ جهانی دوم به کمک این سلاح صورت می‌گرفت.

### جنگ جهانی دوم

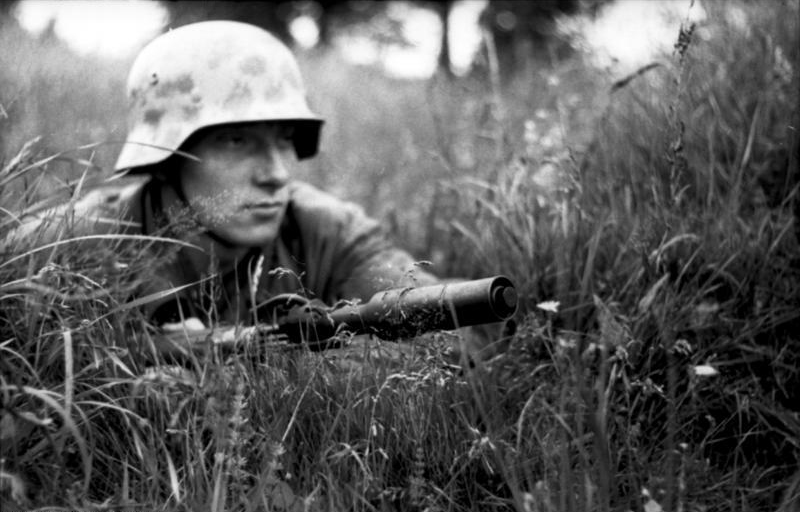
یک سرباز استتار کرده آلمانی در فرانسه در ۱۹۴۴ به همراه کارابینر ۹۸کا

تمامی شاخه‌های نیروهای مسلح آلمان در تمامی جبهات از جمله جبهات غربی و شرقی، شمال آفریقا و نروژ از این تفنگ در جریان جنگ جهانی دوم استفاده کردند. در اوایل جنگ با توجه به استفاده از تفنگ‌های نیمه خودکار توسط دشمنان همانند ارتش سرخ و نیروهای آمریکایی ضعف نواخت پایین تیر در کارابینر ۹۸کا عیان تر شد. با این حال کارابینر ۹۸کا همچنان تفنگ اصلی میدان‌های نبرد در نیروی زمینی آلمان باقی ماند. از همین رو کارابینر ۹۸کا تنها سلاحی نام گرفت که از نخستین روز تا واپسین روز جنگ جهانی دوم به خدمت در نیروی زمینی آلمان ادامه داد.
نیروهای مقاومت در سرزمین‌های تحت اشغال آلمان نیز استفاده‌های زیادی از موارد به غنیمت گرفته شده کردند. ارتش سرخ شوروی نیز برای پر کردن خلع نیاز به تسلیحات سبک در اوایل جنگ، استفاده فراوانی از کارابینر ۹۸کا و سایر تسلیحات به غنیمت گرفته شده از آلمانی‌ها کرد.
پنج هزار قبضه از تولیدات معمول کارابینر ۹۸کا در سال ۱۹۳۹ به کشور سوئد صادر شد تا با نام گوار ام/39 (gevär m/39) به عنوان سلاح ضد تانک سبک استفاده شود اما با معلوم شدن عدم کفایت کالیبر ۷٫۹۲×۵۷ میلی‌متری در این مسئله از کالیبر قوی تر ۸×۶۳ میلی‌متری که برای مسلسل‌های با برد بلند طراحی شده بود، استفاده گردید. به همین جهت برخی قطعات داخلی آن از جمله خشاب داخلی (با کاهش ظرفیت به چهار تیر) تغییر کرد تا با کالیبر جدید سازگار شود و قطعه ای در انتهای لوله برای کاهش سرعت گلوله جهت کاستن لگد سلاح (Muzzle brake) تعبیه گردید. این تفنگ با این تغییرات با نام گوار ام/40 (gevär m/40) وارد خدمت در نیروی زمینی سوئد شد اما به زودی ناکارآمد تشخیص داده شده پس از جنگ به سایر کشورها فروخته شد.
قیمت هر قبضه کارابینر ۹۸کا در اوایل جنگ جهانی دوم ۷۰ رایش مارک برآورد شده بود که معادل ۲۸ دلار ایالات متحده (۴۹۰ دلار سال ۲۰۱۷) آن دوره بود.

### استفاده بعد از جنگ جهانی دوم
بسیاری از کشورهای بلوک شرق و غرب اروپایی که در جانب آلمانی‌ها جنگیده بودند یا توسط آن‌ها مورد تهاجم و اشغال قرار گرفته بودند، در سال‌های پس از جنگ جهانی دوم از انبوه تفنگ‌های کارابینر ۹۸کا باقی مانده در کشورشان توسط آلمانی‌ها، به عنوان سلاح اصلی پیاده‌نظام استفاده کردند. تعداد زیادی از تفنگ‌های کارابینر ۹۸کا که توسط متفقین غربی به غنیمت گرفته شده بود نیز جهت تسلیح مجدد به کشورها آسیب دیده ارسال گردید.
فرانسوی‌ها نسخه ای از کارابینر ۹۸کا با تغییرات اندک را در مناطق تحت اشغال خود در آلمان پس تسلیم این کشور، تولید نمودند. از این تسلیحات به مدت محدودی در هندوچین فرانسه استفاده شد. تعدادی نیز هم توسط نیروهای طرفدار فرانسه و هم استقلال طلبان در جنگ استقلال الجزایر استفاده گردید. نیروهای انتظامی فرانسه نیز سال‌ها این تفنگ را به کار بردند. خود آلمانی‌ها هم در آلمان غربی از کارابینر ۹۸کا در نیروهای مرز بانی استفاده نمودند.
در نیروهای مسلح نروژ با این حال که کارابینر ۹۸کا توسط مدل آمریکایی ام۱ گرند جایگزین شد اما از تفنگ‌های کارابینر ۹۸کا غنیمت‌گرفته‌شده در نیروهای امنیتی این کشور با تغییر در لوله و قطعات دیگر جهت کاربرد مهمات ام۱، تا دهه ۱۹۷۰ استفاده شد. این تغییرات تنها در چند هزار قبضه از تفنگ‌های کارابینر ۹۸کا انجام گرفت چرا که مابقی آن‌ها با سلاح پیشرفته تر ژ۳ جایگزین شدند.
درسال‌های پس از جنگ جهانی دوم در بلوک شرق از کارابینر ۹۸کا در نیروهای نظامی و شبه‌نظامی استفاده شد تا این که در دهه ۱۹۶۰ توسط تسلیحات ساخت شوروی جایگزین گردید.
به جهت کمبود تسلیحات در یوگسلاوی از کارابینر ۹۸کاهای باقی مانده توسط آلمانی‌ها یا غنیمت گرفته شده از آن در نیروهای مسلح استفاده گردید. شماره‌های آلمانی حک شده بر این تفنگ‌ها محو و توسط شماره دیگری جایگزین شدند. از این سلاح تا زمان جنگ داخلی یوگسلاوی استفاده به عمل آمد.

#### غنائم شوروی
شوروی پیش از آغاز جنگ جهانی در قراردادهای مبادلات تجاری و سیاسی که با آلمان داشت، کارابینر ۹۸کا را به شکل محدودی تحت لیسانس تولید کرد. در جریان جنگ جهانی دوم، ارتش سرخ میلیون‌ها قبضه از کارابینر ۹۸کا را به غنیمت گرفت و در کارخانه‌های مختلف در طول دهه ۱۹۴۰ و اوایل دهه ۱۹۵۰ به تجهیز مجدد آن‌ها پرداخت. زرادخانه‌های شوروی تلاشی برای سر هم کردن قطعات اصلی با رعایت شماره سریال‌ها آن‌ها نکردند و بخشی از قطعات همچون میله پاکسازی و کلاهک نشانه‌گیری نیز از آن‌ها حذف و همراه سایر قطعات فلزی بی‌استفاده دیگر جهت بازیافت و استفاده مجدد ذوب شد. گفته می‌شود نگهداری و بازسازی این تفنگ‌ها به جهت استفاده در جنگ احتمالی بین شوروی و متفقین غربی در جریان جنگ سرد انجام گرفته‌است. بسیاری از این تفنگ‌ها به همراه سایر ادوات در درگیری‌های پس از جنگ جهانی دوم همچون جنگ کره که برخی از آن‌ها همراه سایر تسلیحات سبک از طرف شوروی به قوای کمونیست اهدا شد، نیز به کار گرفته شدند. از تفنگ‌های اهدایی شوروی به صورت گسترده‌ای توسط قوای موسوم به ارتش داوطلبان خلق در جنگ کره استفاده گردید. شوروی تعدادی از کارابینر ۹۸کاهای غنیمت گرفته‌شده خود را در جنگ ویتنام به کمونیست‌ها بخشید. نیروهای کمونیست ویتنام شمالی همچنین تعداد دیگری کارابینر ۹۸کا از دولت چین دریافت کردند و مقداری را نیز از انبارهای باقی مانده فرانسوی‌ها در هندوچین به دست آوردند.

## تولیدات پس از جنگ جهانی دوم
بسیاری از کشورهایی که در جنگ جهانی دوم به تصرف آلمان درآمده بودند و از ظرفیت صنعتی آن‌ها برای تولید این تفنگ استفاده شده بود، تولید تفنگ‌های مشابه کارابینر ۹۸کا را پس از جنگ ادامه دادند. برای مثال بلژیک و چکسلواکی تولید کارابینر ۹۸کا را در کنار سایر مدل‌های قدیمی تر خود انجام دادند. بسیاری از این تولیدات با قطعات باقی مانده آلمانی یا با کمک ماشین آلات صنعتی غنیمت گرفته شده از آن‌ها انجام گرفت.
تولید این تسلیحات بیشتر برای پر کردن خلع ایجاد شده پس از سقوط رایش سوم تا تولید نمونه‌های جدیدتر صورت پذیرفت. بیشتر تفنگ‌های کارابینر ۹۸کا تولید شده به زودی به عنوان تسلیحات ذخیره به انبارها منتقل یا با قیمت پایین به کشورهای در حال توسعه یا گروه‌های شورشی فروخته شدند.
در بلژیک و چکسلواکی نسخه تغییر یافته مشابه کریگس‌مدل با حذف برخی قطعات تولید شد. مدل تولید شده در چکسلواکی پی-18 (P-18) یا تفنگ مدل ۹۸ ان (puška vz.98N) خوانده شد که نخستین عنوان ثانویه برای این تفنگ در تولیدات بود. در این نام حرف ان مخفف کلمه آلمان در زبان چک بود.
برخی تعداد قبضه‌های تولید شده از تفنگ‌های کارابینر ۹۸کا و موارد مشابه آن را پس از جنگ جهانی دوم بیش از ۱۰۰ میلیون قبضه دانسته‌اند.

### ام۴۸ یوگسلاوی
کارخانه‌های تسلیحاتی یوگسلاوی بین سال‌های ۱۹۴۸ و ۱۹۶۵ تولید مدت مشابه کارابینر ۹۸کا را که از بلژیک تحت عنوان مدل ۴۸ وارد شده بود، انجام دادند. لوله این تفنگ‌ها ضخیم‌تر از لوله مدل اصلی بود زیرا با عدم فراوانی معادن کرومیوم آن‌ها قادر به تولید فولادی به دوام تولیدات آلمانی‌ها نبودند، به همین جهت برای جبران مسئله و بخشیدن استحکام به لوله از مواد بیشتری استفاده می‌کردند.
مدل شکار این اسلحه با همان عنوان ام۴۸ همچنان در صربستان تولید می‌شود.

### ام۴۳ اسپانیا
تفنگ ام۴۳ که بین سال ۱۹۴۴ و ۱۹۵۸ در لاکرونیا تولید شد، نمونه ای از کارابینر ۹۸کا با گلنگدن مستقیم و اندکی تغییرات دیگر بود که از همان کالیبر ۷٫۹۲×۵۷ استفاده می‌کرد. این تفنگ‌ها تسلیحات اصلی اسپانیایی‌ها در جنگ بر سر سیدی افنی در مراکش بودند. نیروی هوایی اسپانیا از مدلی با اندکی تغییرات با عنوان ام۴۴ استفاده می‌کرد. با معرفی تفنگ تمام خودکار ستمه (CETME) در نیروی زمینی اسپانیا بسیاری از تفنگ‌های ام۴۳ به تفنگ‌های آموزشی اف‌آر۸ تبدیل شدند.

### استفاده معاصر

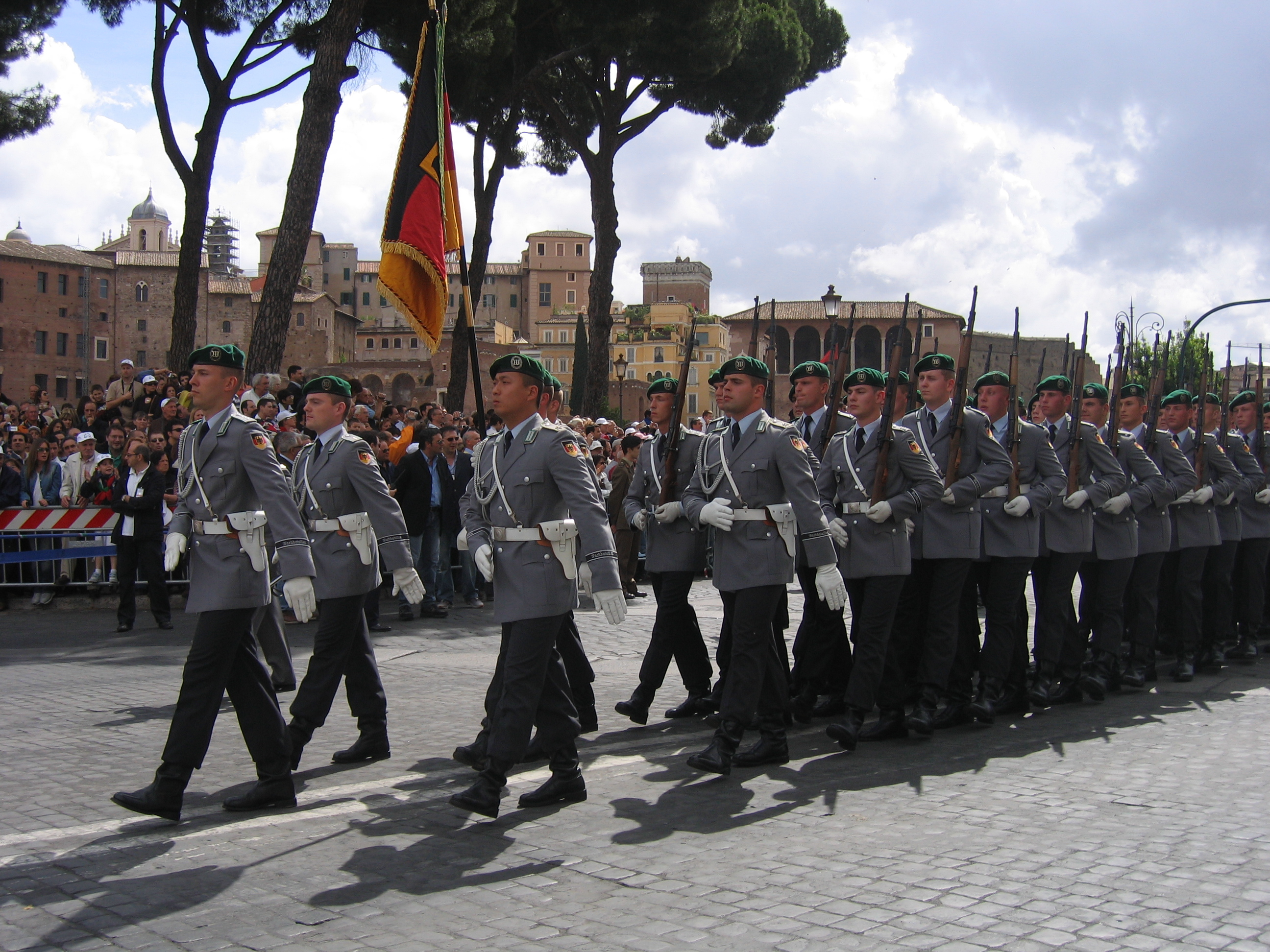
سربازان نیروی زمینی آلمان در حال رژه با کارابینر ۹۸کا در سال ۲۰۰۷

نیروی زمینی آلمان همچنان از تفنگ‌های کارابینر ۹۸کا در رژه‌های نظامی خود استفاده می‌کند. علائم و نمادهای باقی‌مانده از دوره رایش سوم در سال ۱۹۹۵ با اعتراض برخی احزاب از روی این ادوات پاک شد.
از این تفنگ‌ها و سایر مدل‌های مشابه آن در جنگ داخلی یوگسلاوی و بعدها در جنگ بوسنی استفاده‌هایی نظیر تک تیراندازی شد.
نیروی زمینی نروژ تا سال ۲۰۰۸ از مدل‌های تک‌تیراندازی برگرفته‌شده از کارابینر ۹۸کا یا قطعات باقی‌مانده از آن‌ها برای تولید تسلیحات دیگر استفاده می‌کرد.
برخی از محافظان سلطنتی در سن مارینو همچنان از تفنگ‌های کارابینر ۹۸کا استفاده می‌کنند.
پس از تهاجم نظامی ایالات متحده و شرکایش به عراق در سال ۲۰۰۳، گزارش‌هایی از استفاده برخی ستیزه‌جویان از تسلیحات مربوط دوره جنگ جهانی دوم همچون کارابینر ۹۸کا در کنار سایر تسلیحات نوین واصل شده‌است. برخی دلیل آن را قیمت پایین مهمات این سلاح دانسته‌اند.
گروه شورشی مربوط به قبایل طوارق در مالی موسوم به جنبش مردمی آزادسازی آزاواد بین سال ۱۹۹۰ و ۱۹۹۵ از این تفنگ‌ها در حرکت مسلحانه خود استفاده کرد.
سر نخ‌های تصویری نشان می‌دهد شورشی‌های تجزیه طلب شرق اوکراین نیز از تفنگ‌های کارابینر ۹۸کا و سایر تجهزات مربوط به جنگ جهانی دوم استفاده کرده‌اند. برخی گمانه زنی‌ها حدس می‌زنند این تسلیحات از غنائم باقی مانده شوروی از جنگ جهانی دوم به دست این گروه‌ها رسیده‌است.
بسیاری از کشورهای جهان سومی همچنان تعدادیی از تفنگ‌های کارابینر ۹۸کا را در انبارهای خود نگه داری می‌کنند. پیش‌بینی می‌شود همچنان از این سلاح‌ها در درگیری‌های آینده استفاده شود.

### استفاده غیرنظامی

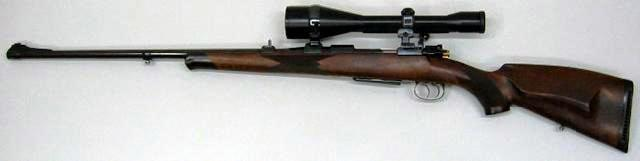
تفنگ شکاری بر مبنای کارابینر ۹۸کا

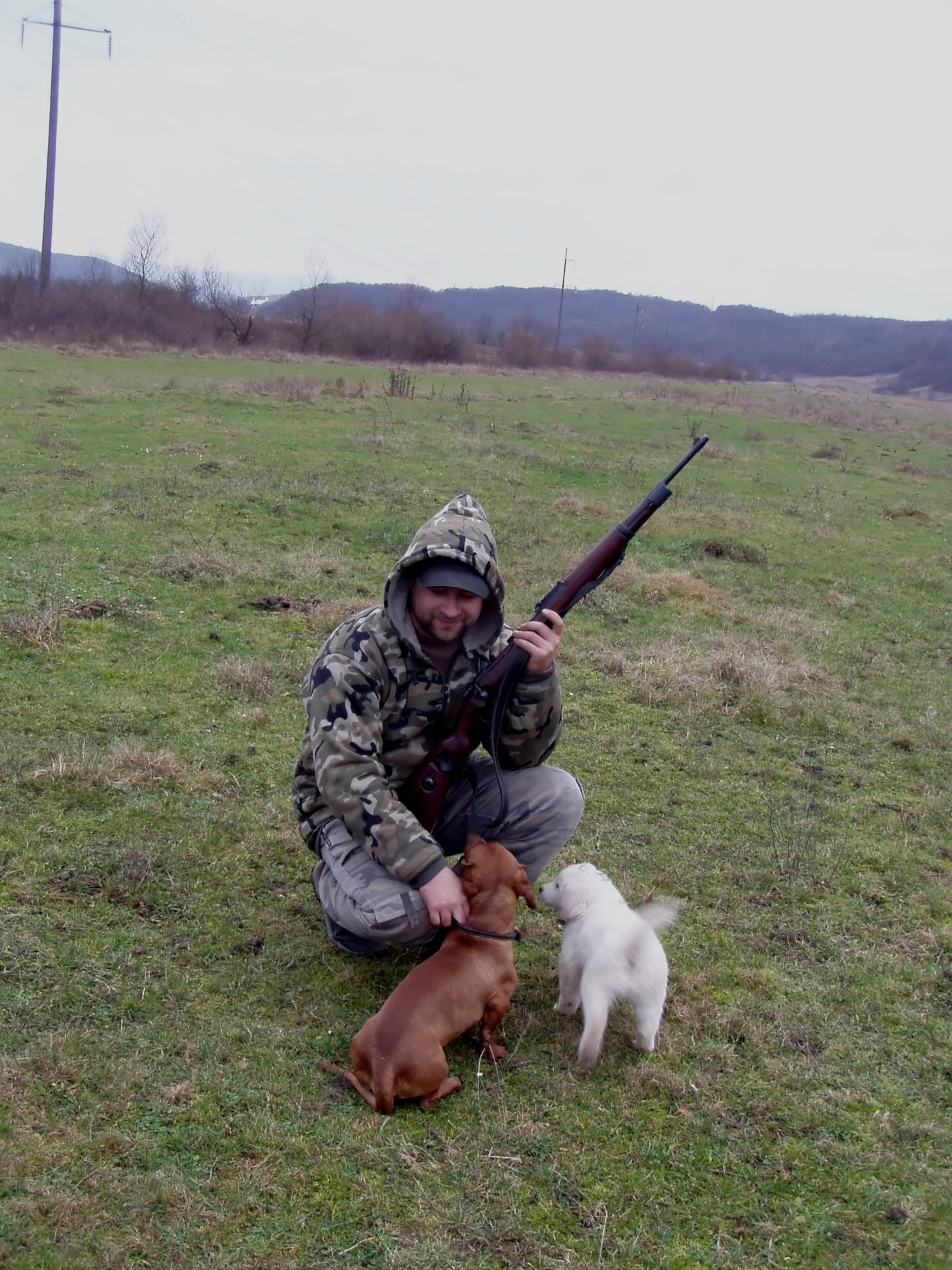
تفنگ شکاری بر مبنای کارابینر ۹۸کا در روسیه

نمونه‌های بسیاری از تفنگ کارابینر ۹۸کا در مجموعه‌های بسیاری در سرتاسر جهان نگهداری می‌شود. به جهت پیش‌زمینه تاریخی و با توجه به دسترسی آسان به مهمات آن، این تفنگ مورد توجه بسیاری از علاقه‌مندان به تیراندازی و مجموعه‌های نظامی واقع شده‌است. بسیاری از تفنگ‌های کارابینر ۹۸کا غنیمت‌گرفته‌شده توسط شوروی که در دهه‌های ۱۹۴۰ و ۱۹۵۰ تجهیز مجدد شده‌اند، به صورت عمده در فروشگاه‌های تسلیحاتی یافت می‌شوند که مورد توجه خریداران زیادی در ایالات متحده و کانادا واقع شده‌اند.
به جهت فراوانی و سهولت در کاربردهایی همچون مقاصد ورزشی و شکار، کارابینر ۹۸کا مورد علاقه کاربران غیرنظامی نیز واقع شده‌است. هنگامی که شکارچیان آلمانی پس از پایان جنگ جهانی دوم این اجازه را یافتند که برای شکار از تفنگ‌هایی با کالیبر بالا استفاده کنند، خود را مجدد با تسلیحات باقی مانده و ارزان ورماخت مسلح کردند. کاربران غیرنظامی با تغییر کالیبر مورد استفاده و برخی قطعات همچون قنداق و ماشه کارابینر ۹۸کا ماهیتی غیرنظامی به آن بخشیدند.
کارخانه تسلیحاتی شولز و لارسن در دانمارک از کارابینر ۹۸کا به عنوان مبنای تفنگ‌های تیراندازی ورزشی خود از جمله مدل‌های ام۵۲ و ام۵۸ استفاده کرد. این کارخانه با حذف نشان‌ها و شماره سریال‌های آلمانی و تغییر رنگ بدنه ظاهری جدید به این تفنگ‌ها بخشید. برخی از این تفنگ‌ها با بهره‌گیری از لوله‌های جدید همچنان در رقابت‌های ورزشی حاضر می‌شوند.
چندین کارخانه در کشورهای دیگر از جمله صربستان و اسپانیا نیز تغییرات و استفاده‌های مشابهی در کارابینر ۹۸کا داشته‌اند.
بسیاری از تفنگ‌های هم نوع که بعد از جنگ جهانی دوم طراحی و تولید شدند، با توجه به موفقیت، توانمندی و قابلیت اتکای کارابینر ۹۸کا، بر مبنای این سلاح ایجاد شده‌اند به شکلی برخی تعداد زیادی از آن‌ها را نه طراحی جدید بلکه نمونه بهبود یافته کارابینر ۹۸کا می‌دانند.

## کاربران

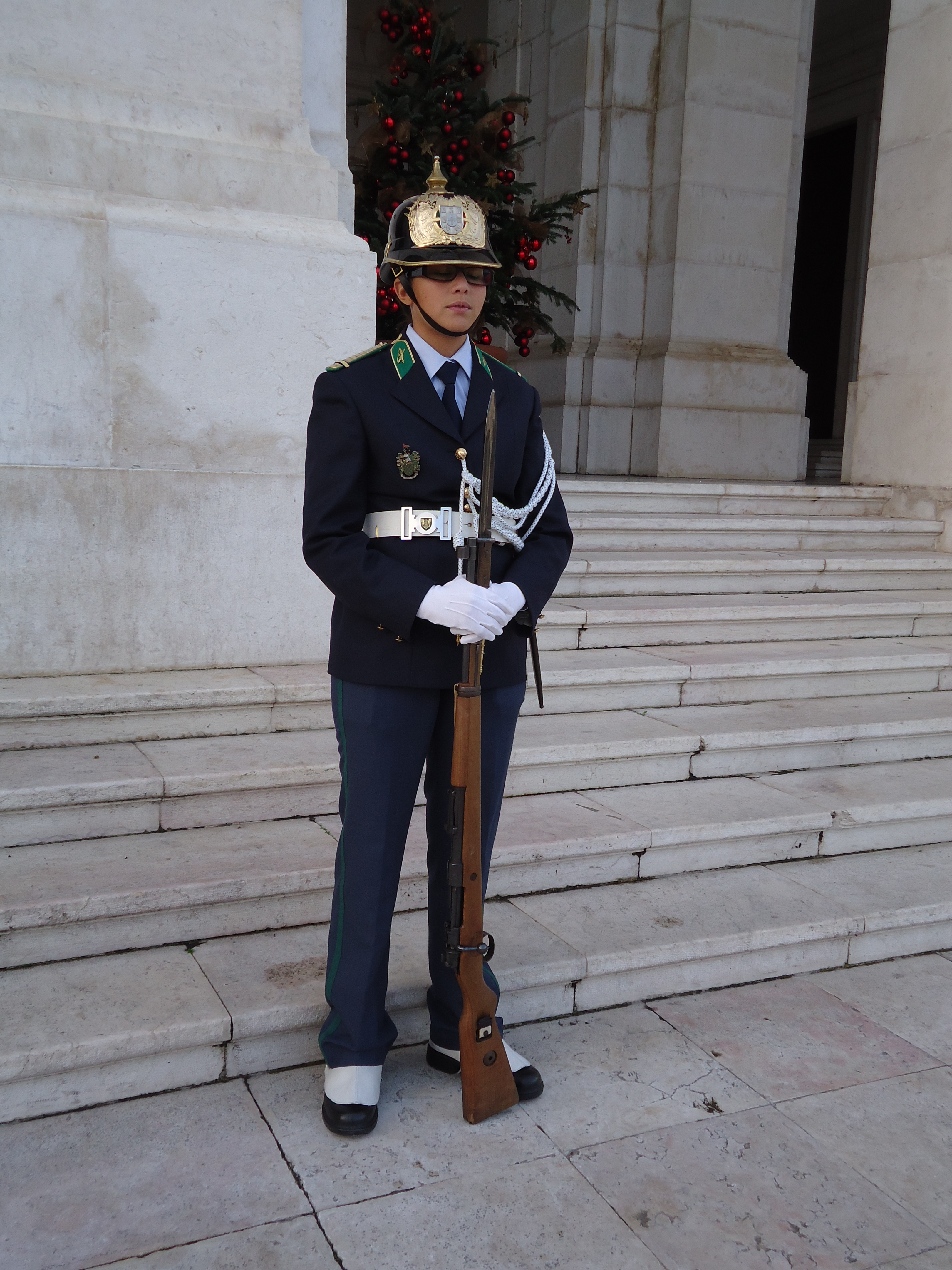
محافظ تشریفات پرتغالی با کارابینر ۹۸کا

- الجزایر: توسط ارتش آزادی‌بخش میهنی الجزایر
- اتریش
- بولیوی: مدل بی-۵۰ ساخت چک
- پادشاهی بلغارستان: کارابینر ۹۸کا و ام۱۸۹۵ تفنگ‌های اصلی این کشور در طول جنگ جهانی دوم بودند
- تایوان: دولت ملی‌گرای چین تعدادی از کارابینر ۹۸کا را وارد و تعدادی را نیز تحت لیسانس در داخل تولید کرد
- چین: توسط نیروهای ارتش داوطلب خلق در جنگ کره، تعدادی از آن‌ها اهدایی شوروی بودند
- دولت مستقل کرواسی: استفاده گسترده توسط نیروهای انتظامی و نظامی
- چکسلواکی: استفاده پس از سال ۱۹۴۵
- دانمارک
- مصر: دریافت شده از چکسلواکی
- فنلاند: ۶۰۰ قبضه به همراه نارنجک‌انداز در جنگ جهانی دوم از آلمان سفارش داده شد، ۱۰۰ قبضه در جنگ شد
- فرانسه
  - فرانسه ویشی
  - نیروهای مقاومت در فرانسه
  - پس از جنگ نیروی زمینی و پلیس
- آلمان
- استفاده توسط نیروی زمینی تا دهه ۱۹۶۰
- آلمان نازی
- اسرائیل
- عراق
- ایتالیا: غنیمت‌گرفته‌شده توسط پارتیزان‌ها
- ژاپن: توسط نیروی دریایی
- لیبی: پس از جنگ جهانی دوم، توسط شورشی‌ها در جنگ داخلی لیبی
- لوکزامبورگ: غنیمت‌گرفته‌شده
- موریتانی
- مانچوکوئو: غنیمت‌گرفته‌شده از نیروهای چینی
- هلند: استفاده پس از جنگ جهانی دوم
- نروژ
- لهستان: غنیمت‌گرفته‌شده
- پرتغال
- پادشاهی رومانی: دریافت ۲۷ هزار قبضه از آلمان در سال ۱۹۴۳
- السالوادور: دریافت شده از ایالات متحده
- عربستان سعودی: خریداری هزار قبضه در دهه ۱۹۶۰ برای تسلیح ستیزه‌جویان
  - : دولت نجات ملی
- جمهوری نخست اسلواکی
- اتحاد جماهیر شوروی: غنیمت‌گرفته‌شده
- جمهوری دوم سوریه
- سوئد: واردات ۵ هزار قبضه در سال ۱۹۳۹
- تونس
- ترکیه
- بریتانیا: غنیمت گرفته شده، استفاده توسط چتربازها
- ویتنام شمالی
- یمن
- جمهوری فدرال سوسیالیستی یوگسلاوی

### کاربران غیر حکومتی
- بیافرا: در جنگ داخلی نیجریه
- شورشی‌ها اتیوپیایی، غنیمت‌گرفته‌شده در جنگ با ایتالیا
- : هگانا (در فلسطین تحت قیمومت)
- : کمونیست‌های ژاپن
- : غنیمت‌گرفته‌شده از استعمارگران هلندی در جریان جنگ استقلال
- ستیزه‌جویان عراقی
- ارتش آزادی‌بخش کره
- جنبش مردمی آزادی آزاواد در مالی
- ستیزه‌جویان در جنگ داخلی سوریه
- ویت مین
- ویت کنگ
- پارتیزان‌های یوگسلاوی